# El viajero
El viajero, originalmente The Traveler  (y The traveller en el Reino Unido) es un superventas internacional y el primer libro de una saga, La Cuarta Realidad (The Fourth Realm), que además de este consta de El Río Oscuro (2007) y La Ciudad Dorada (2009 en Estados Unidos) escrita John Twelve Hawks y publicado en 2005.

## Reseña
Desde el principio de los tiempos han existido seres capaces de liberar el alma, en el libro se refieren a ella como la luz, de sus cuerpos, visitar otros mundos, también llamados dominios y volver al nuestro con ideas innovadoras que ponen en tela de juicio las normas establecidas. Son seres pacíficos y de una gran empatía pero con el poder de cambiar el mundo. La Hermandad, también conocida como la tábula, es una organización que persigue desde hace siglos a los viajeros para destruirlos, ya que se oponen a cualquier cambio. Su filosofía es la de la obediencia ciega por parte de las masas, en teoría, por su propio bien. En el siglo XVIII un filósogo inglés llamado Jeremy Benthan ideó el panopticón, un modelo de prisión que tenía como centro la garita del guardia, desde allí una sola persona podría vigilar a cientos pero esas cientos no podrían verle a él, por lo tanto, incluso no habiendo guardia los reclusos, al creerse observados, evitarían quebrantar las normas. La Hermandad se propone implantar un panopticón digital a nivel mundial contando con las más sofisticadas tecnologías, entre sus filas se encuentran desde políticos y militares de alto rango de distintos países hasta científicos muy reputados. Se sirven de escáneres y cámaras para encontrar a los viajeros, por esa razón éstos se ven obligados a vivir fuera de la red o bajo identidades falsas. Solo los viajeros pueden salvar el mundo de que La Hermandad consiga el control total y solo los Arlequines, luchadores entrenados desde niños en las más complejas artes de la guerra, que se valen de la imprevisibilidad que les caracteriza y renuncian a una vida propia para protegerles, pueden ayudarles.

## Personajes
Thorn Arlequín de origen alemán, viudo de una guerrera sij con quien concibió a Maya.
Maya Bajo el nombre de Judith Strand y desvinculada de su padre y de la tradición en la que fue criada, tiene un trabajo y una vida normal en Londres, pero se verá obligada a abandonar la red para seguir los pasos de su padre.
Matthew Corrigan Viajero en paradero desconocido, padre de Michael y Gabriel.
Michael y Gabriel Corrigan El don de desprenderse del cuerpo o cascarón se hereda de padres a hijos, se cree que quizás puedan ser viajeros. Los dos hermanos son antagónicos, mientras Michael está totalmente integrado en la sociedad, Gabriel sigue viviendo en la clandestinidad.
Victory Fron Sin Fraser Alias Vicki. Pertenece a la comunidad jonesie, basada en las enseñanzas de un antiguo viajero, un arlequín encargado de su seguridad dio su vida por protegerlo y la comunidad está dividida entre quienes creen que existe una ¨Deuda no pagada¨ con los arlequines, entre estos está Vicki, y los que no quieren tener ningún tipo de trato con ellos.
Hollis Aunque su familia pertenece también a la iglesia jonesie, él se desvinculó de ella a temprana edad, vivió en Brasil, donde se convirtió en un experto luchador de capoeira, entre otras disciplinas, actualmente ejerce como instructor en un gimnasio de su propiedad situado en Nueva York.
Sophia briggs Hay algunas personas que sin serlo, pueden ayudar a los potenciales viajeros a cruzar a los distintos dominios, para esto utilizan distintos ejercicios. Sophia es una de estas personas, vive en un silo de misiles abandonados en el desierto en dónde se dedica a estudiar un tipo de serpientes.
Kennard nash Líder de la Hermandad.
Nathan Boone Jefe de seguridad de la Hermandad.
Linden Arlequín Francés que proveerá de dinero, armas e identificaciones falsas a Maya y revelará a Lawrence Takawa la verdadera historia de su familia.
Lawrence Takawa Joven de origen japonés que trabaja para fundación Evergreen, empresa tapadera de la Hermandad, el conocer su verdadera historia cambiará su punto de vista de las cosas.
Madre bendita  Fiera Arlequín irlandesa en paradero desconocido.
- Datos: Q493191